# Arca mailleana
Espèce
Arca mailleana est une espèce éteinte de mollusques bivalves de la famille des Arcidae. Elle a été décrite par d'Orbigny en 1843 dans le Turonien (Crétacé supérieur) de la montagne Sainte-Catherine de Rouen (Seine-Maritime) en France.